# Giuseppe Beccadelli di Bologna
Giuseppe Beccadelli di Bologna e Gravina, VI Principe di Camporeale, III Duca d'Adragna, VII Marchese d'Altavilla, V Marchese della Sambuca, Conte di Vernia e Pietra Alba, Barone di Venetico e Signore di Arienzo (Palermo, 2 luglio 1726 – Palermo, 7 settembre 1813), è stato un diplomatico e politico italiano al servizio dei regni di Napoli e di Sicilia, primo segretario di Stato dal 1776 al 1786.

## Biografia
Appartenente alla famiglia siciliana Beccadelli di Bologna, era figlio di Pietro Beccadelli di Bologna Reggio, V Principe di Camporeale (1697-1781) e di Marianna Gravina Lucchesi, figlia del principe di Palagonia. Il padre fu ministro plenipotenziario del re di Napoli alla corte di Vienna e successivamente presidente del Consiglio supremo della Reale giunta di Sicilia, ossia il rappresentante dei baroni siciliani presso Carlo di Borbone. A giudizio dello storiografo Francesco Barbagallo, suo padre si servì delle sue cariche «soltanto per modesti intrighi e per tentare d'accrescere il suo patrimonio personale». Giuseppe sposò nel 1749 Stefania Montaperto, figlia del principe di Raffadali.
Gentiluomo di corte del Re Ferdinando (IV di Napoli e III di Sicilia), fu ambasciatore di Napoli a Firenze presso Pietro Leopoldo di Toscana e, come già avvenuto per suo padre, ministro plenipotenziario straordinario a Vienna presso Maria Teresa d'Austria. Nel 1768 re Ferdinando aveva sposato Maria Carolina d'Asburgo-Lorena e la nuova regina iniziò ad orchestrare tutta una serie di manovre per far entrare il regno di Napoli nell'orbita austriaca. Frutto dell'ingerenza di Maria Carolina negli affari di Stato fu la destituzione del primo ministro Tanucci, un amministratore di grandi capacità che aveva continuato la politica giurisdizionalista e anti-feudale di Carlo, divenuto re di Spagna nel 1759. Tanucci fu dunque licenziato e la regina lo sostituì con Beccadelli. Il Nostro, tuttavia, manifestò autonomia da Maria Carolina, per cui la politica estera del regno non cambiò direzione, rimanendo saldamente legata alla Spagna. La regina appoggiò pertanto la venuta a Napoli (1778) e l'ascesa politica di John Acton, filoaustriaco e filoinglese, invano avversato dalla Spagna. Nel 1784 Carlo III di Spagna, appoggiato dal Beccadelli, chiese al figlio l'allontanamento dell'Acton accusando Maria Carolina e il suo favorito di essere amanti; la sovrana, furibonda, licenziò in tronco il primo ministro e lo sostituì col viceré di Sicilia Domenico Caracciolo.
Caratteristica del Beccadelli fu anche la ricerca dell'interesse personale. In barba al conflitto di interesse, Beccadelli capovolse la politica del Tanucci tesa a impedire che i beni confiscati ai Gesuiti fossero oggetto di speculazione da parte dei privati. Beccadelli fece pertanto ottimi affari con l'acquisto a poco prezzo delle terre confiscate ai Gesuiti dopo che nel novembre 1767 furono espulsi dalla Sicilia. Nel 1779 ottenne dal re su alcuni feudi sottratti ai Gesuiti (Macellaro, Mortilli, Pietra Longa, Dammusi, Grisì, ecc.) il mero et mixto imperio con licentia populandi dando origine ad alcune comunità nella Sicilia occidentale (Camporeale, Roccamena, San Giuseppe Jato, Grisì, ecc.).